# Amblyopone aberrans
Amblyopone aberrans este o specie de furnică din genul Amblyopone, endemică pentru Australia. Specia a fost descrisă de  Wheeler în 1927.